# Rachel Klamer
Rachel Klamer (* 8. Oktober 1990 in Harare, Simbabwe) ist eine niederländische Triathletin. Sie ist vierfache Olympiastarterin (2012, 2016, 2020, 2024), Mitglied der Nationalmannschaft, Dritte der Juniorenweltmeisterschaft 2009 sowie Triathlon-Europameisterin (2013).

## Werdegang
Rachel Klamer trat erst 2008 zu nationalen und internationalen Triathlon-Meisterschaften an, setzte sich aber auf Anhieb, als unbekannte Neueinsteigerin, eindrucksvoll gegen die Konkurrenz durch, als sie wie aus dem Nichts die niederländischen Duathlon- und Triathlon-Meisterschaften in Oss bzw. Aalsmeer gewann und sich mit gerade erst 17 Jahren auch in der Elite-Klasse bewährte, als sie in Glasgow bei der Corus Elite Series antrat und Zehnte wurde.
Klamer wurde 2009 Vizejunioreneuropameisterin, Vierte beim Junioren-Europacup in Holten, holte die Bronzemedaille bei der Juniorenweltmeisterschaft an der Gold Coast (im Rahmen der Dextro Energy World Championship Series) und nahm mit erst 18 Jahren an zwei Premium-Europacups teil: In Alanya gewann Klamer Gold, wie ein Jahr später wieder, und auch in Eilat konnte sie sich unter der Weltelite bewähren, wurde allerdings wegen eines technischen Gebrechens an der Fahrradkette nur Fünfte.
An nationalen Triathlon-Wettkämpfen scheint Klamer im Jahr 2009 nicht mehr teilgenommen zu haben, sie scheint auch im nationalen Ranking nicht auf, wohl weil sie sich mit ihrem Elite-Verein Pro Triathlon auf die Olympischen Spiele 2012 vorbereitet, allerdings gewann sie im Rahmen der niederländischen Meisterschaften den 3000-Meter-Bewerb.
Für das Jahr 2010 konnte die Triathlon-Sektion des Krefelder Kanu Klubs Klamer als Elite-Triathletin für die Triathlon-Bundesliga 2010 verpflichten.
Klamer ist auch weiterhin als Läuferin des LAAC Twente aktiv, für den sie bereits 2008, im Jahr ihres großen Durchbruchs, als sie noch in Denekamp lebte, zusammen mit ihrem Vater Marcel und ihrer Mutter Karin einen lokalen Laufwettbewerb in Deutschland gewonnen hatte. Sie wird trainiert vom Ex-Profi Eric Van der Linden.

### Europameisterin Triathlon 2013

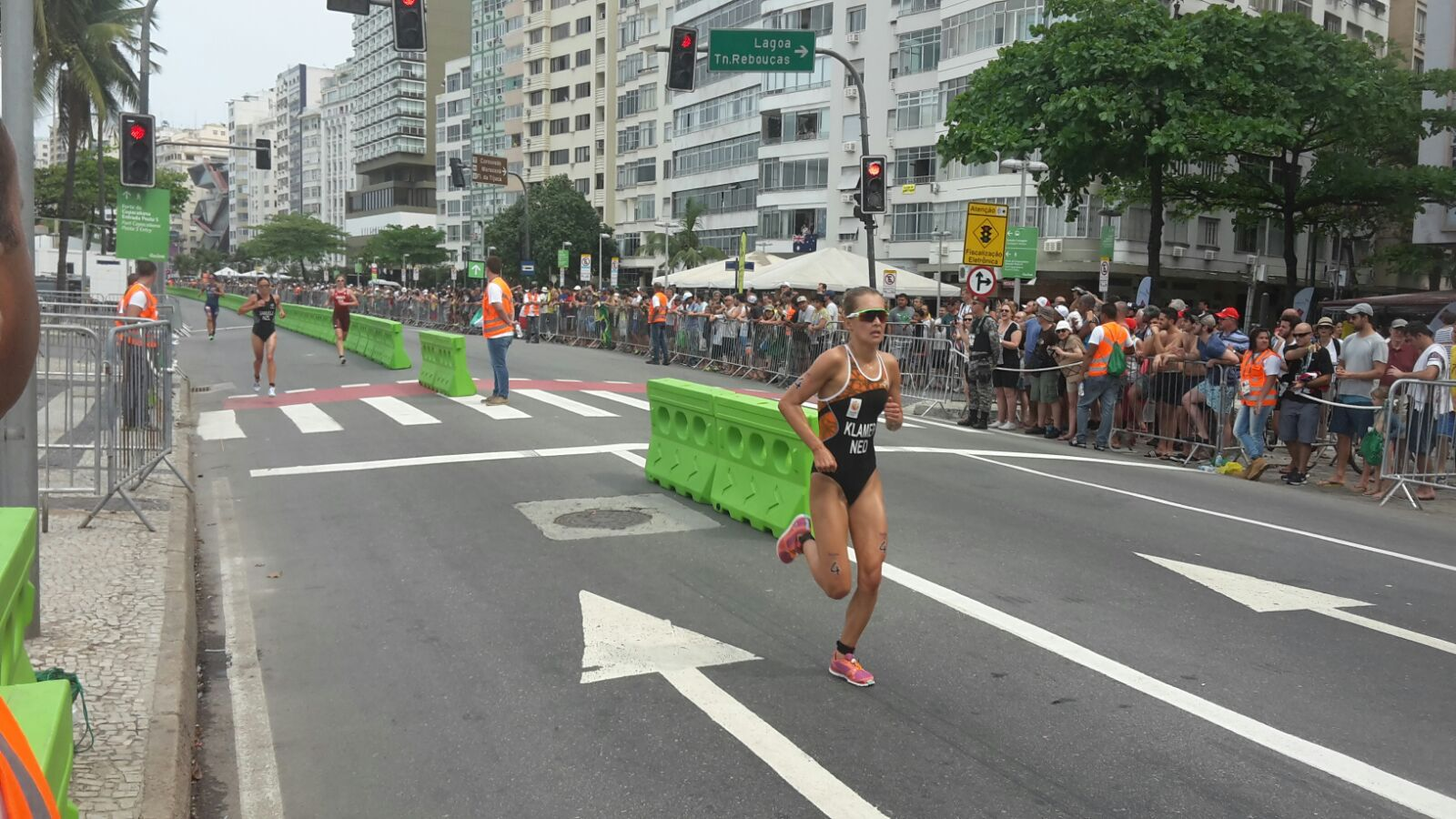
Rachel Klamer auf der Laufstrecke bei den Olympischen Sommerspielen 2016

Im Juni 2013 wurde sie in der Türkei Triathlon-Europameisterin auf der Kurzdistanz.

Rachel Klamer qualifizierte sich für einen Startplatz bei den Olympischen Sommerspielen 2016 und sie ging am 20. August in Rio de Janeiro an den Start, wo sie den zehnten Rang belegte.
Im Juli 2017 wurde sie in Hamburg mit dem niederländischen Team Dritte bei der Weltmeisterschaft im Mixed-Relay (gemischte Staffel). Klamer war nominiert als ETU Athletin des Jahres 2017. In der Weltmeisterschaftsrennserie 2018 konnte sie im März das erste Rennen gewinnen und belegte im September nach dem letzten Rennen in der Jahreswertung den zehnten Rang. Im Oktober wurde Klamer für zwei Jahre ins Athletenkomitee der ITU gewählt.
Im September 2020 wurde die damals 29-Jährige in Hamburg Achte bei der Weltmeisterschaft – die Rennserie der ITU war im Zuge der Coronavirus-Pandemie auf ein einziges, entscheidendes Rennen über die Sprintdistanz reduziert worden.

### Olympische Sommerspiele 2020
Bei der verschobenen Austragung der Olympischen Sommerspiele belegte sie im Juli 2021 in Tokio mit dem niederländischen Team in der gemischten Staffel den vierten und in der Einzelwertung ebenso den vierten Rang.
Rachel Klamer lebt in Sittard.
Seit März 2020 ist sie mit dem südafrikanischen Triathleten Richard Murray (* 1989) verheiratet.

## Sportliche Erfolge
| Datum/Jahr    | Rang | Wettbewerb                                           | Austragungsort       | Zeit       | Bemerkung                                                                            |
| ------------- | ---- | ---------------------------------------------------- | -------------------- | ---------- | ------------------------------------------------------------------------------------ |
| 22. März 2025 | 1    | ITU Africa Triathlon Cup                             | Swakopmund           | 01:04:35   |                                                                                      |
| 8. März 2025  | 1    | ITU Africa Triathlon Cup                             | Troutbeck Inn Resort | 01:07:47   |                                                                                      |
| 5. Aug. 2024  | 10   | Olympische Sommerspiele 2024, Mixed Relay            | Paris                | 01:27:37   | in der gemischten Staffel mit Mitch Kolkman, Maya Kingma und Richard Murray          |
| 31. Juli 2024 | 14   | Olympische Sommerspiele 2024                         | Paris                | 01:57:39   |                                                                                      |
| 14. Juli 2024 | 9    | ITU World Championship Series 2024                   | Hamburg              | 00:56:12   |                                                                                      |
| 20. Apr. 2024 | 4    | ITU Triathlon World Cup                              | Wollongong           | 01:00:40   |                                                                                      |
| 1. Okt. 2023  | 5    | ITU Triathlon World Cup                              | Tanger               | 00:59:09   | hinter der Deutschen Lisa Tertsch                                                    |
| 12. Aug. 2022 | 16   | ETU Triathlon European Championship                  | München              | 01:54:33   | Europameisterschaft auf der olympischen Distanz                                      |
| 17. Juli 2022 | 2    | Alpen-Triathlon                                      | Schliersee           | 01:00:57   | hinter Lisa Tertsch                                                                  |
| 8. Mai 2022   | 1    | Siegerland-Cup                                       | Buschhütten          |            |                                                                                      |
| 31. Juli 2021 | 4    | Olympische Sommerspiele 2020 Mixed Relay             | Tokio                | 01:24:34   | gemischte Staffel (mit Maya Kingma, Jorik Van Egdom und Marco van der Stel)          |
| 27. Juli 2021 | 4    | Olympische Sommerspiele 2020                         | Tokio                | 01:57:48   |                                                                                      |
| 23. Mai 2021  | 8    | ITU Triathlon World Cup                              | Lissabon             | 02:00:25   |                                                                                      |
| 5. Sep. 2020  | 8    | ITU World Championship Series 2020                   | Hamburg              | 00:55:26   | Weltmeisterschaft                                                                    |
| 5. Mai 2019   | 9    | ITU Triathlon World Cup                              | Madrid               | 01:03:09   |                                                                                      |
| 8. März 2019  | 13   | ITU World Championship Series 2019                   | Abu Dhabi            | 00:57:06   | erstes Rennen der Saison                                                             |
| 10. Feb. 2019 | 4    | ITU Triathlon World Cup                              | Kapstadt             | 00:57:58   |                                                                                      |
| 4. Nov. 2018  | 4    | Super League Mallorca                                | Manacor              |            | Erstaustragung auf Mallorca                                                          |
| 28. Okt. 2018 | 2    | Super League Malta                                   | Malta                |            | hinter Katie Zaferes                                                                 |
| 25. Aug. 2018 | 16   | ITU World Championship Series 2018                   | Montreal             | 02:04:40   |                                                                                      |
| 9. Juni 2018  | 4    | ITU World Championship Series 2018                   | Leeds                | 01:57:24   |                                                                                      |
| 2. März 2018  | 1    | ITU World Championship Series 2018                   | Abu Dhabi            | 01:00:43   | erstes Rennen der Saison                                                             |
| 11. Feb. 2018 | 6    | ITU Triathlon World Cup                              | Kapstadt             | 00:59:44   |                                                                                      |
| 17. Juli 2017 | 3    | ITU Sprint Triathlon World Championship Team         | Hamburg              |            | in der gemischten Staffel mit Jorik Van Egdom, Maaike Caelers und Marco van der Stel |
| 15. Juli 2017 | 10   | ITU World Championship Series 2017                   | Hamburg              | 01:00:06   | [ 13 ]                                                                               |
| 24. Juni 2017 | 5    | ETU Sprint Distance Triathlon European Championships | Düsseldorf           | 01:03:52   | Europameisterschaft auf der Sprintdistanz beim T3 Triathlon                          |
| 3. Juni 2017  | 4    | Challenge – The Championship                         | Šamorín              | 04:17:19,3 | Challenge World Championship                                                         |
| 2. Apr. 2017  | 5    | ITU Triathlon World Cup                              | New Plymouth         | 00:59:38   |                                                                                      |
| 3. März 2017  | 4    | ITU World Championship Series 2017                   | Abu Dhabi            | 02:04:17   | erstes Rennen der WM-Serie 2017                                                      |
| 11. Feb. 2017 | 4    | ITU Triathlon World Cup                              | Kapstadt             | 01:00:15   |                                                                                      |
| 20. Okt. 2016 | 5    | Island House Invitational Triathlon                  | Nassau               | 03:59:01   | dreitägiger Wettkampf                                                                |
| 20. Aug. 2016 | 10   | Olympische Sommerspiele 2016                         | Rio de Janeiro       | 01:58:55   |                                                                                      |
| 16. Juli 2016 | 2    | ITU World Championship Series 2016                   | Hamburg              | 00:57:14   |                                                                                      |
| 9. Apr. 2016  | 5    | ITU World Championship Series 2016                   | Gold Coast           | 01:58:06   |                                                                                      |
| 4. Okt. 2015  | 2    | ITU Triathlon World Cup                              | Cozumel              | 00:59:16   | Zweite hinter der Japanerin Ai Ueda                                                  |
| 22. Aug. 2015 | 8    | ITU World Championship Series 2015                   | Stockholm            | 02:02:18   |                                                                                      |
| 2. Aug. 2015  | 9    | ITU World Olympic Qualification Event                | Rio de Janeiro       | 02:01:01   |                                                                                      |
| 4. Juli 2015  | 1    | ETU Triathlon Premium European Cup                   | Rijssen-Holten       | 01:00:49   |                                                                                      |
| 13. Juni 2015 | 2    | Europaspiele 2015                                    | Baku                 | 02:01:44   | Vizeeuropameisterin hinter der Schweizerin Nicola Spirig                             |
| 11. Apr. 2015 | 6    | ITU World Championship Series 2015                   | Gold Coast           | 01:59:20   |                                                                                      |
| 9. Aug. 2014  | 1    | ITU Triathlon World Cup                              | Tiszaújváros         | 00:59:31   | 750 m Schwimmen, 20 km Radfahren und 5 km Laufen                                     |
| 5. Juni 2014  | 1    | ETU Triathlon Premium European Cup                   | Rijssen-Holten       | 02:04:48   |                                                                                      |
| 29. Juni 2013 | 2    | ETU Triathlon European Championship U23              | Rijssen-Holten       | 02:06:04   | U23-Vizeeuropameisterin Triathlon                                                    |
| 14. Juni 2013 | 1    | ETU Triathlon European Championships                 | Alanya               | 01:55:43   | Europameisterin auf der olympischen Kurzdistanz                                      |
| 12. Mai 2013  | 1    | Siegerland-Cup                                       | Buschhütten          | 01:09:49   |                                                                                      |
| 26. Mai 2012  | 5    | ITU Triathlon World Championship Series 2012         | Madrid               | 02:07:06   |                                                                                      |
| 9. Juli 2011  | 1    | ETU Triathlon Premium European Cup                   | Rijssen-Holten       | 02:01:04   |                                                                                      |
| 21. Aug. 2010 | 19   | ITU Sprint Triathlon World Championships             | Lausanne             |            | Erstaustragung der Triathlon-Weltmeisterschaft auf der Sprintdistanz                 |
| 5. Juli 2009  | 2    | ETU Triathlon European Championship Junior Women     | Rijssen-Holten       |            | Triathlon-Junioren-Vizeeuropameisterin, hinter der Französin Emmie Charayron         |
| 10. Mai 2008  | 26   | ETU Triathlon European Championship Junior Women     | Lissabon             |            | Triathlon-Junioreneuropameisterschaft                                                |

| Datum/Jahr    | Rang | Wettbewerb          | Austragungsort | Zeit     | Bemerkung |
| ------------- | ---- | ------------------- | -------------- | -------- | --------- |
| 25. Feb. 2017 | 3    | Xterra South Africa | Grabouw        | 02:54:11 | [ 15 ]    |

(DNF – Did Not Finish)